# Luis Arce
Luis Alberto "Lucho" Arce Catacora (født 28. september 1963) er en boliviansk politiker for det socialistiske parti Movimiento al Socialismo (MAS). Under Evo Morales' præsidentperiode var han økonomiminister fra 2006 til 2017, og igen fra 23. januar 2019 til den 10. november samme år, hvor Morales' regering blev afsat grundet beskyldning er om valgsvindel. Han blev valgt til Bolivias præsident i 2020 med 55% af stemmene, og tiltrådte stillingen den 8. november samme år.

## Biografi
Arce blev født i La Paz og voksede op i en middelklassefamilie. Forældrene var lærere. Han tog en bachelorgrad i økonomi på Universidad Mayor de San Andrés i La Paz, før han afsluttede studiene ved University of Warwick i Coventry i England med en mastergrad i 1997. Han begyndte at arbejde for Bolivias centralbank i 1987, hvor han arbejdede indtil han blev tilbudt en plads i præsident Evo Morales' regering.
I 2006 blev han udpeget af Morales som økonomiminister. Arce har blevet krediteret som arkitekten bag Bolivias økonomiske vækst i perioden. Han var ansvarlig for nationaliseringen af olie/gas-industri, telekommunikation og mineselskaber i Bolivia. Under hans periode blev landets BNP forøget med 344% og den ekstreme fattigdom blev reduceret fra 38% til 18% af befolkningen. Før præsidentvalget i 2014 gav Wall Street Journal Arce meget af æren for Morales' popularitet.
Efter uroen i forbindelse med det omstridte valg i 2019, der første til, at Morales blev tvunget til at gå af, blev det annonceret, at nye valg ville blive afholdt, men valget blev udsat flere gange med coronaviruspandemien som begrundelse. Den 19. januar 2020 oplyste Morales, at Arce stillede op som MAS' præsidentkandidat. Arce stillede op mod tidligere præsident Carlos Mesa som sin hovedmodstander ved valget, efter at fungerende præsident Jeanine Áñez og Jorge Quiroga havde trukket sig for at samle sig bag Mesa. Arce vandt under første runde af valget med 55% af stemmene
Mesa erkjente nederlag etter at valgdagsmålingen viste klar seier til Arce. mod Mesas 29%.